# Bodega Bay
Bodega Bay è un census-designated place degli Stati Uniti d'America, nella contea di Sonoma in California. Secondo il censimento del 2020 aveva una popolazione di 912 abitanti.
Sorge sulla State Route 1, sulla baia omonima, 100 km a nord di San Francisco.

## Storia

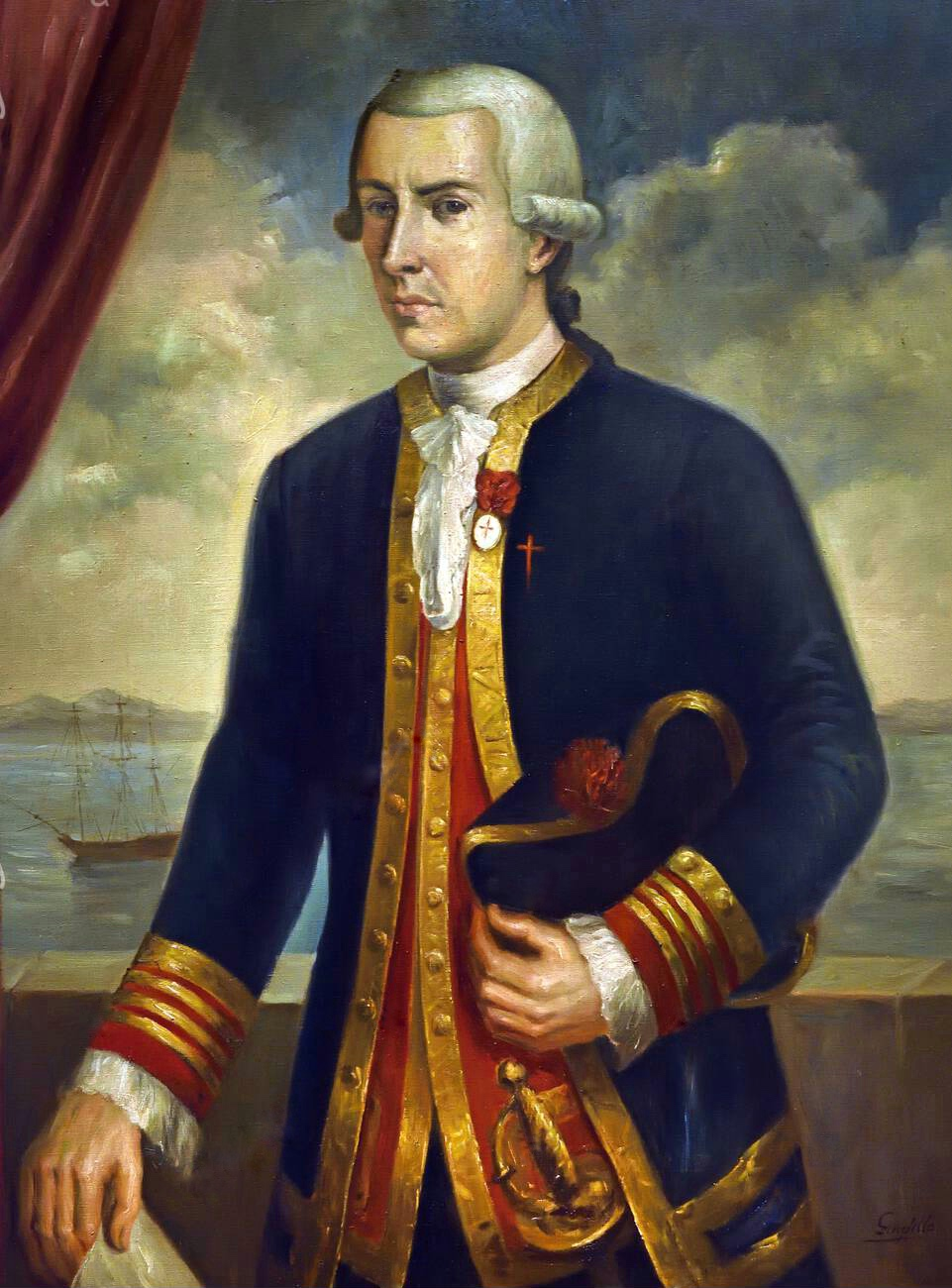
Bodega Bay prende il nome da Juan Francisco de la Bodega y Quadra, che esplorò Bodega Bay nel 1775.

Bodega Bay è la località della prima struttura russa costruita in California; ciò avvenne nel 1809 da parte del consigliere di commercio Ivan Alexandrovich Kuskov della Compagnia russo-americana che realizzò la costruzione di Fort Ross. I Russi chiamarono l'insediamento in Bodega Bay "Port Rumyantsev", dal nome del ministro degli esteri russo Nikolai Petrovich Rumyantsev, e funse da porto per appoggiare Fort Ross e la maggiore comunità russa nota come Colony Ross.
La città è oggi chiamata Bodega Bay in onore di Juan Francisco de la Bodega y Quadra, un ufficiale della marina spagnola che esplorò la costa occidentale del Nordamerica fino all'Alaska durante numerosi viaggi di scoperte alla fine del 18º secolo.
Le scene della località in cui si svolge il film diretto da Alfred Hitchcock Gli uccelli (1963) furono girate nella baia di Bodega, la vicina, omonima città. La chiesa di Santa Teresa di Avila a Bodega e l'edificio scolastico mostrato nel film si trovano sulla Bodega Highway a Bodega.
Nella città fu anche girato il film horror Puppet Master - Il burattinaio (1989).
La Pacific Gas and Electric Company (G&E) negli anni 1960 voleva costruire un impianto a energia nucleare a Bodega Head, ma i piani furono cancellati dopo una grande protesta (la prima per motivi ambientali) e a causa della faglia, che fu trovata scavando il terreno per il primo reattore. Lo scavo si riempì di acqua e divenne noto come  "The Hole in the Head" (Il buco nella testa).